# Megaselia spinipleura
Megaselia spinipleura är en tvåvingeart som först beskrevs av Borgmeier 1924.  Megaselia spinipleura ingår i släktet Megaselia och familjen puckelflugor. Inga underarter finns listade i Catalogue of Life.